# 比弗克里克 (明尼蘇達州)
比弗克里克（英語：Beaver Creek）是一個位於美國明尼蘇達州羅克縣的城市。

## 歷史
比弗克里克於1877年成立，1884年升格為城市，得名自附近同名的溪。比弗克里克的郵局自1873年起營運至今。

## 人口
根據2020年美國人口普查的數據，比弗克里克的面積為1.37平方千米，皆為陸地。當地共有人口280人，而人口密度為每平方千米204人。